# Dolní Červená Voda

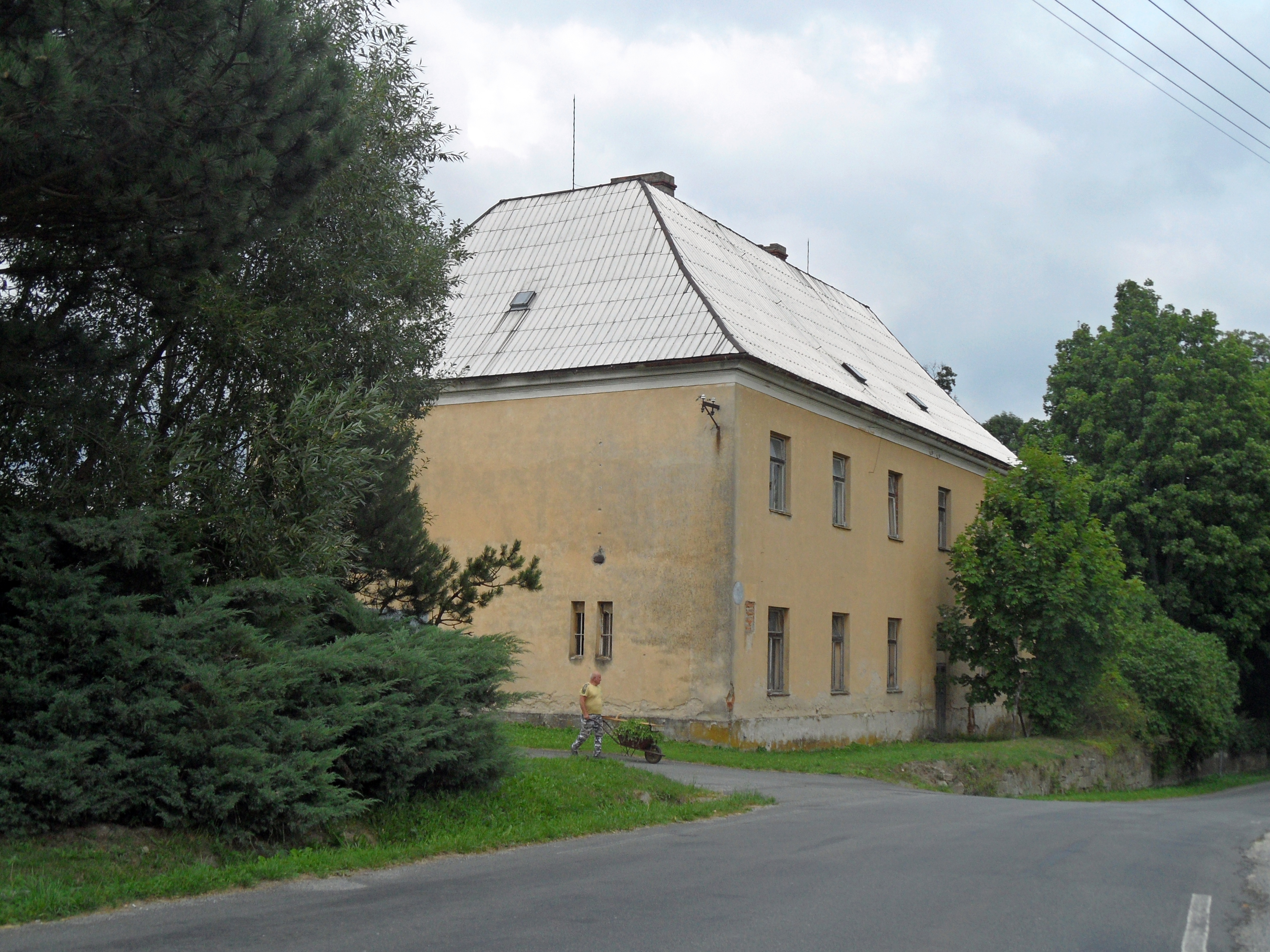
Schloss Dolní Červená Voda

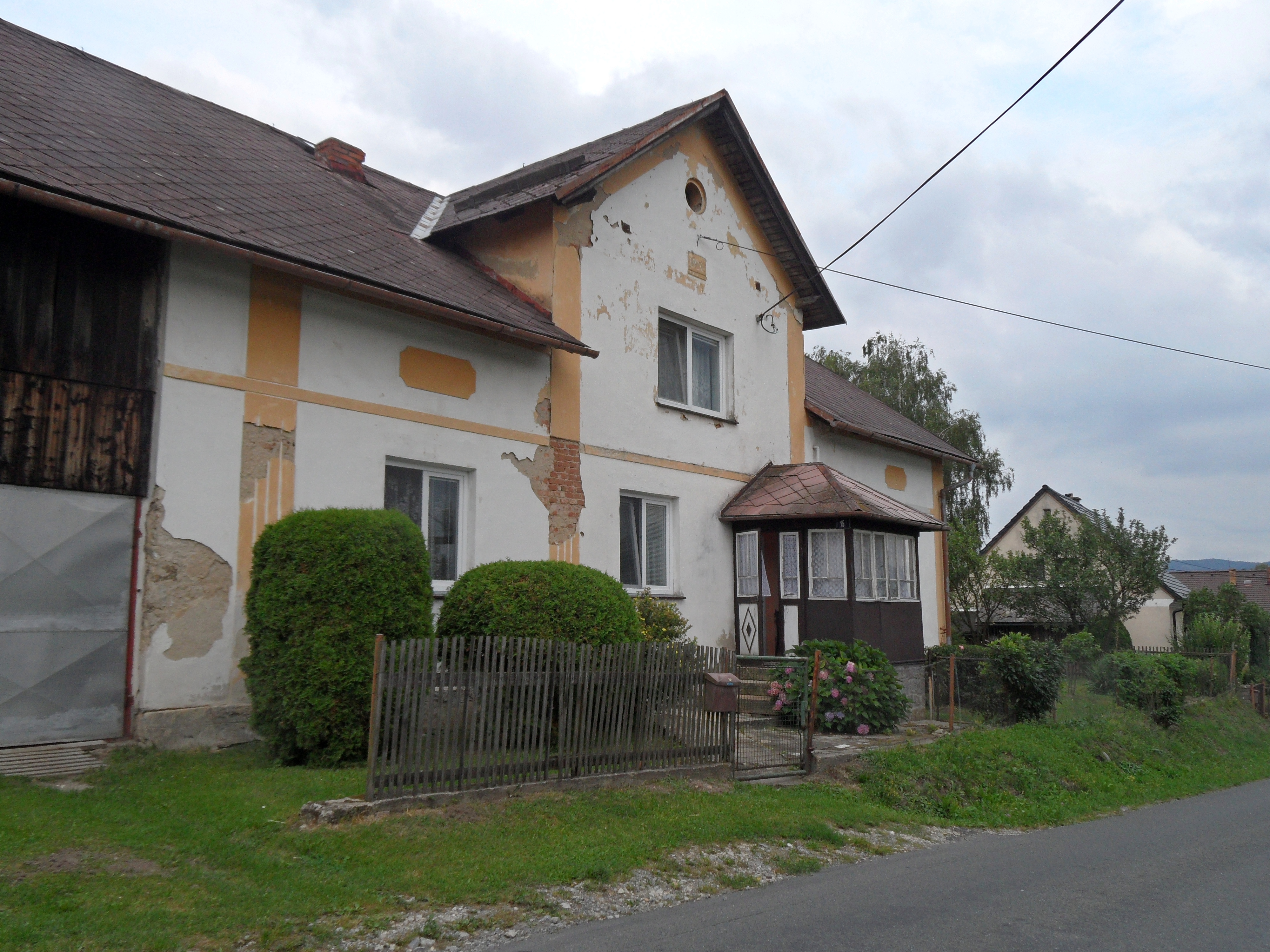
Dorfstraße

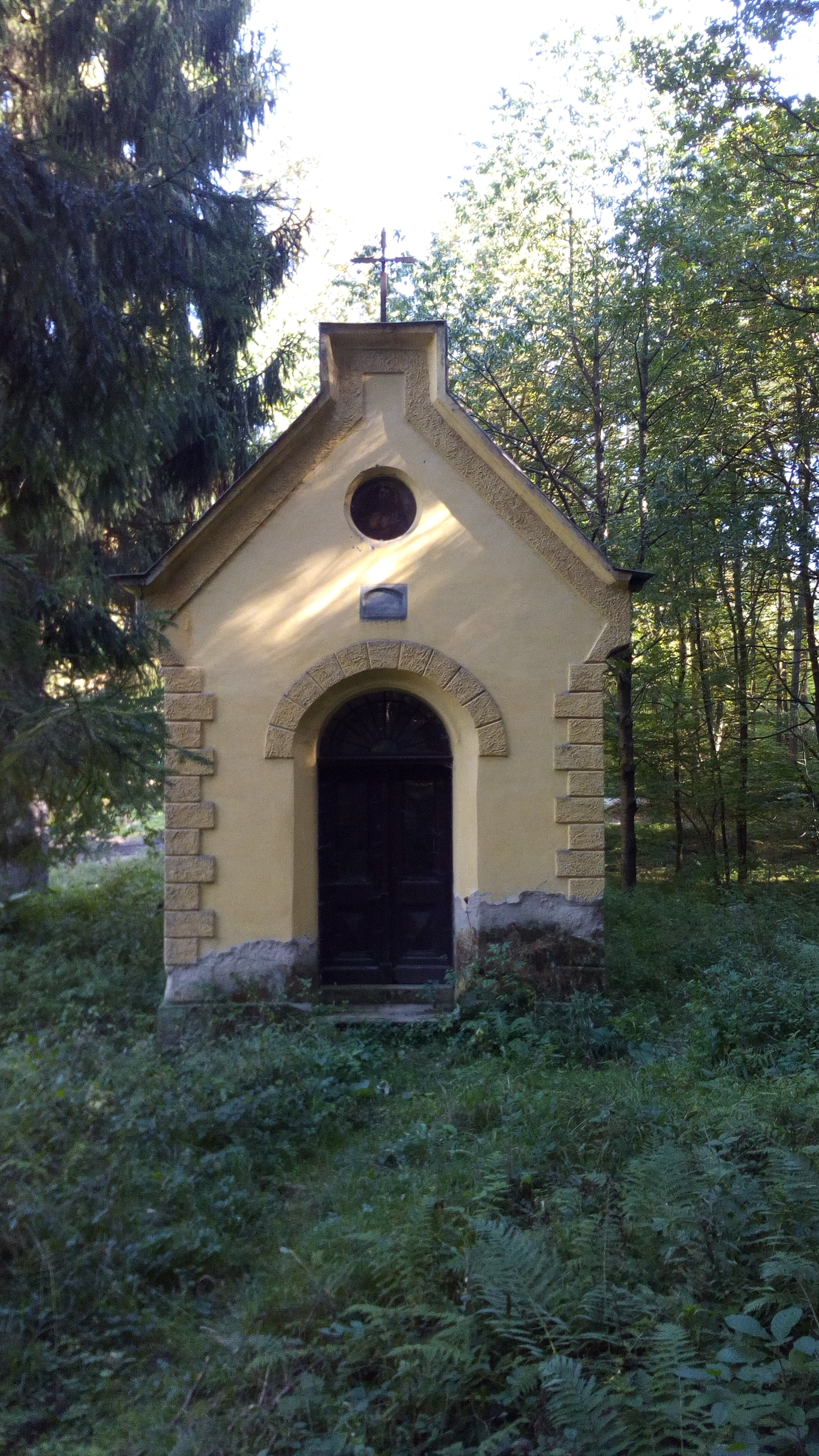
Latzel-Kapelle

Dolní Červená Voda (deutsch Nieder Rothwasser, polnisch Dolna Czerwona Woda) ist eine Grundsiedlungseinheit der Gemeinde Stará Červená Voda in Tschechien. Sie liegt drei Kilometer südlich von Vidnava an der polnischen Grenze und gehört zum Okres Jeseník.

## Geographie
Dolní Červená Voda erstreckt sich rechtsseitig des Červený potok in der Vidnavská nížina (Weidenauer Senke). Östlich erhebt sich der Ovčí vrch (Schafberg, 301 m n.m.), im Süden der Kostelní vrch (Kirchberg, 355 m n.m.) sowie westlich die Stromovka (319 m n.m.).
Nachbarorte sind Vidnava, Vidnavské Fojtství und Krasov im Norden, Jarnołtów im Nordosten, Burgrabice im Osten, Sławniowice und Velké Kunětice im Südosten, Stará Červená Voda im Süden, Rokliny, Dolni Dvůr (Niederhof), Žlíbek (Schlippengrund) und Tomíkovice im Südwesten, Kobylá nad Vidnavkou im Westen sowie Hukovice, Malá Kraš und Štachlovice im Nordwesten.

## Geschichte
Das Dorf „Roitwasser“ ist seit dem Ende des 13. Jahrhunderts nachweislich und gehörte zur Vogtei Weidenau im Neisser Bistumsland. Die erste Erwähnung einer Scholtisei erfolgte 1305; zu ihren Besitzungen gehörte auch der Niederhof. Im Zuge der zahlreichen Besitzerwechsel kam es zu einer Aufteilung des Scholtiseigutes, bei der sich aus dem Niederhof und dem Oberhof selbständige Güter herausbildeten. Das Niedergut Rothwasser war danach lange Zeit mit der Vogtei Klein Krosse verbunden. Im Laufe der Zeit entstanden auch die Bezeichnungen „Nieder“, „Alt“ und „Neu“ zur Unterscheidung der verschiedenen Ortslagen von Rothwasser. Im Jahre 1616 erwarb die Familie von Mükusch und Buchberg das Niedergut Rothwasser und im Jahr darauf auch die rittermäßige Erbscholtisei Schwarzwasser.
Seit 1722 fand Nieder Rothwasser auch als amtlicher Name für den zum Niedergut gehörigen Teil des Dorfes Verwendung. Der Weidenauer Landesälteste Urban von Mükusch und Buchberg führte auf dem Gut Nieder Rothwasser den Anbau von Kartoffeln und Klee im Fürstentum Neisse ein. Er vererbte das Gut seinen Söhnen Franz und Ernst. In Folge der Teilung Schlesiens lag das Gut ab 1742 nahe der preußischen Grenze. Mitte des 18. Jahrhunderts ließ die Familie von Mükusch und Buchberg neben dem Niederhof ein kleines Schloss errichten. 
Im Jahr 1798 überließ der Neisser Kreishauptmann Ernst Ulrich von Mükusch das Gut mit der Burg an Conrad Michael Anton Graf von Sternberg und Rudelsdorf, einen Angehörigen der schlesischen Linie der Sternberger. Bei solchen Verkäufen war es üblich, dass die vorherigen Besitzer den von ihnen erwirtschafteten Zuwachs für sich behielten. Dadurch verblieben beim Gut Nieder Rothwasser Anteile von Alt-Rothwasser, Neu-Rothwasser und Schwarzwasser. Nördlich des Dorfes begann im 19. Jahrhundert der Abbau von Kaolin.
Im Jahre 1836 umfasste das Gut Nieder-Rothwasser eine Fläche von 584 Joch 1312 Quadratklafter. Auf den herrschaftlichen Meierhöfen wurden Rinder und feinwollige Schafe gezüchtet, außerdem betrieb das Gut bedeutenden Feldbau. Zum Gut gehörten die Dörfer Nieder-Rothwasser, Schroppengrund, die Kolonien Johannaburg, Neu Kleinkrosse und Stachlowitz, Anteile der Dörfer Alt-Rothwasser, Neu-Rothwasser und Schwarzwasser sowie das Vorwerk Sorgau bei Weidenau, der Kolbenkretscham in Klein Krosse und das Kirchpatronat in Schwarzwasser. Das Dorf Nieder-Rothwasser bestand aus 22 eng zusammenstehenden Häusern – davon vier auf dem Grund von Klein Krosse –, in denen 185 deutschsprachige Personen lebten. Haupterwerbsquellen waren der Feld- und Gartenbau, die Garnspinnerei und die Holzfällerei. Im Ort gab es herrschaftliches Schloss, an das sich ein Meierhof mit Schäferei, eine Branntweinbrennerei, ein Bräuhaus und ein Wagenschuppen mit Schlaguhr anschlossen. Zu Nieder-Rothwasser konskribiert war das Vorwerk Sorgau mit einer Schäferei und einer herrschaftlichen Garn- und Leinwandbleiche. Auf der höchsten Kuppe zwischen Nieder-Rothwasser und Sorgau stand ein Aussichtspavillon, an ihrem Fuß wurde Porzellanerde abgebaut. Nieder-Rothwasser war Sitz des herrschaftlichen Wirtschaftsamtes. Pfarr- und Schulort war Alt-Rothwasser. Bis zur Mitte des 19. Jahrhunderts blieb Nieder-Rothwasser Amtsort des gleichnamigen Gutes.
Nach der Aufhebung der Patrimonialherrschaften bildete Nieder-Rothwasser / Dolní Červená Voda ab 1849 einen Ortsteil der Gemeinde Rothwasser / Červená Voda im Gerichtsbezirk Weidenau. Teil der Katastralgemeinde Nieder-Rothwasser waren Johannaburg, Sorgau, Neu-Kleinkrosse und Stachlowitz. 1867 verkauften die Grafen von Sternberg-Rudelsdorf das Gut Nieder-Rothwasser an Anton Cajetan Latzel. Ab 1869 gehörte das Dorf zum Bezirk Freiwaldau. Seit der Gründung der Weidenauer Chamotte-Waaren-Fabrik in Voigtskrosse wurde das geförderte Kaolin dort verarbeitet. Zum Ende des 19. Jahrhunderts wurde der Gemeindename nach dem größten Ortsteil in Altrothwasser / Stará Červená Voda geändert. Im Jahre 1900 hatte Niederrothwasser 116 Einwohner und bestand aus 14 Häusern. Beim Zensus von 1921 lebten in den 16 Häusern von Nieder-Rothwasser 98 Personen, darunter 92 Deutsche und ein Tscheche. Neu-Kleinkrosse, Sorgau und Stachlowitz wurden 1924 nach Weidenau umgegliedert. 1930 hatte Nieder-Rothwasser 101 Einwohner, darunter 73 Deutsche und 27 Tschechen. Nach dem Münchner Abkommen wurde das Dorf 1938 dem Deutschen Reich zugesprochen und gehörte bis 1945 zum Landkreis Freiwaldau. Nach dem Ende des Zweiten Weltkrieges kam Dolní Červená Voda zur Tschechoslowakei zurück; die meisten der deutschsprachigen Bewohner wurden 1945/46 vertrieben. Die Kolonie Johanka erlosch in dieser Zeit. Bei der Gebietsreform von 1960 wurde der Okres Jeseník aufgehoben und Dolní Červená Voda in den Okres Šumperk eingegliedert. 1961 verlor Dolní Červená Voda den Status eines Ortsteils. Seit 1996 gehört Dolní Červená Voda wieder zum Okres Jeseník. Beim Zensus von 2001 lebten in den sieben Häusern von Dolní Červená Voda 22 Personen.

## Ortsgliederung
Die Grundsiedlungseinheit Dolní Červená Voda gehört zum Ortsteil Stará Červená Voda der gleichnamigen Gemeinde und bildet einen Katastralbezirk. Auf der Gemarkung befindet sich die Wüstung Johanka (Johannaburg).

## Sehenswürdigkeiten
- Schloss Dolní Červená Voda, errichtet Mitte des 18. Jahrhunderts für die Familie von Mükusch und Buchberg. Von 1867 bis 1945 befand es sich im Besitz der Familie Latzel.
- Kapelle Mariä Schmerzen (Latzel-Kapelle), nördlich des Dorfes
- Ehemalige Kaolingruben mit Badeteich Kaolínka, nördlich des Dorfes

## Söhne und Töchter des Ortes
- Ernst von Mückusch und Buchberg (1740–1814), Kreishauptmann und Gubernialrat
- Franz von Mückusch und Buchberg (1749–1837), Naturwissenschaftler und Botaniker, bekannt als „Veteran im Gesenke“